# Chunichi Shimbun
Chunichi Shimbun (中日新聞 Chūnichi Shinbun?)  es un importante periódico japonés con sede en Nagoya, una de las tres principales áreas metropolitanas japonesas. El periódico es dominante en su región, con una penetración en el mercado que se acerca al 60 por ciento de la población de la prefectura de Aichi. El grupo Chunichi Shimbun también publica los periódicos Tokyo Shimbun, Chunichi Sports y Tokyo Chunichi Sports. La circulación combinada del grupo es de más de 4 millones, lo que significa que ocupa el tres lugar en Japón detrás del Yomiuri Shimbun　y el Asahi Shimbun.
Los dos periódicos de la preguerra (Shin-Aichi y Nagoya Shimbun) eran conservadores en el Chunichi Shimbun, pero el fundador, Kissen Kobayashi, se postuló para la alcaldía de Nagoya en 1951 por recomendación del Partido Socialista de Japón (rechazado por primera vez en 1952). Fue elegido en el año) y se cambió a un periódico de izquierda apoyado por el Partido Socialista de Japón. El Tokyo Shimbun fue una vez un ala derecha, pero cuando fue adquirido por Chunichi Shimbun en 1964, cambió a un ala izquierda.
Probablemente por esto, las reformas a los medios de comunicación lideradas por el Ministerio de Correos y Telecomunicaciones bajo la administración del PLD en la era Showa (sistema de 1955) fueron tratadas con frialdad, y no fue posible convertirse en un periódico nacional y tener una estación de televisión propia. en Kanto. No (el canal Tokyo 12 (actualmente TV TOKYO) fue adquirido por Nihon Keizai Shimbun, y actualmente las estaciones independientes en la región de Kanto como Tokyo Metropolitan Television y TV Kanagawa están afiliadas a Chunichi Shimbun).
Chunichi se opuso a la división de JNR y la privatización bajo la administración de Nakasone.
Fue el único periódico importante en contra de la reforma de Koizumi, y Asahi Shimbun y otros estuvieron de acuerdo. Chunichi fue el único que se opuso al TPP en un periódico importante (Asahi, Mainichi, Nikkei, Yomiuri y Sankei estuvieron de acuerdo). Está en condiciones de defender al sindicato.
Desde el accidente nuclear de Fukushima de 2011, hemos adoptado una política antinuclear extremadamente fuerte y publicamos artículos relacionados con la energía nuclear todos los días. También tiene una sucursal en la prefectura de Fukushima (no emitida oficialmente).

## Historia
El periódico era conocido anteriormente como Nagoya Shimbun. De 1936 a 1940 fue propietario del equipo Nagoya Kinko de la Liga de Béisbol Japonesa. El periódico adquirió al Chubu Nihon (ahora Chunichi Dragons) en 1946.